# ウィーン大学植物園

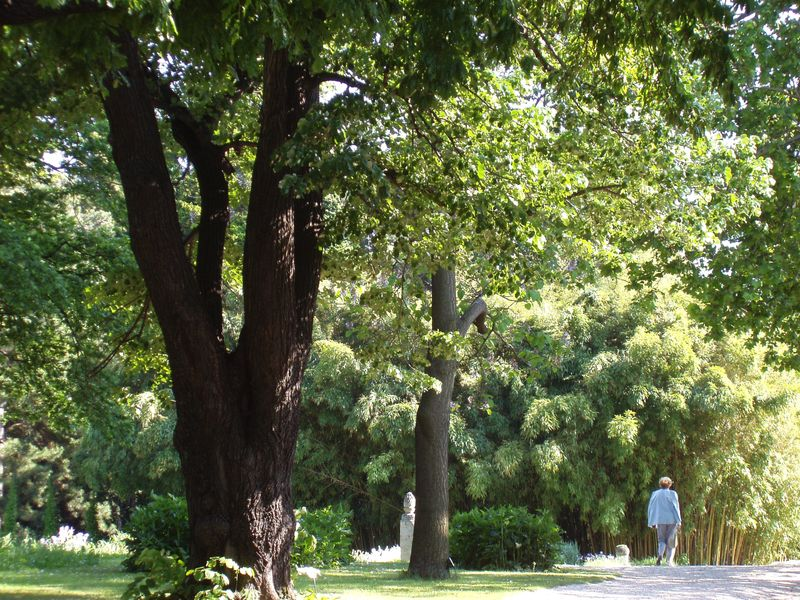
ウィーン大学植物園

ウィーン大学植物園(Hortus Botanicus Vindobonensis)は1754年に設立された植物園である。現在はウィーン大学の生命科学学部の施設である、約8ヘクタールの敷地に、約9500種の植物が栽培されている。

## 歴史
1754年に植物園は"Hortus Medicus"（薬草園）として、1ヘクタールの広さで開設され、マリア・テレジアが侍医のゲラルド・ファン・スウィーテンの助言をもとに拡張する土地が購入され、フランス生まれでウィーンに1794年から住む植物学者、ロージェ（Robert François Laugier：1722–1793)に設計が依頼された。ロージェはウィーン大学に新しく作られた化学と植物学の教授に任じられ、初代の植物園長となった。ロージェの後を継いで1768年から1796年の間植物園長となった、ニコラウス・フォン・ジャカンは植物学的な観点で植物園の運営を行い、リンネの分類体系を意識して植物は配置した。ジャカンの時代に8,000種の種が栽培され、7.8haに拡張された。1841年に1839年から園長になったシュテファン・エンドリヒャーによって改装され、1844年に植物学博物館が設立された。その後エドゥアルト・フェンツル（1849年-1878年）やアントン・ヨーゼフ・ケルナー (1878年–1898年)、リヒャルト・ヴェットシュタイン(1899年–1831年)、Fritz Knoll (1931–1945)らが植物園長を務めた。 
第二次世界大戦の爆撃で、植物博物館は破壊され、200以上の木々が被害を受けた。 1970年代までLothar Geitler園長（1945年 -1969年）によって再建された。